# Haberlandia
Haberlandia is een geslacht van vlinders van de familie van de Metarbelidae. De wetenschappelijke naam en de beschrijving van dit geslacht werden voor het eerst in 2011 gepubliceerd door Ingo Lehmann.

## Soorten
- H. annetteae Lehmann, 2011
- H. clenchi Lehmann, 2011
- H. entebbeensis Lehmann, 2011
- H. hilaryae Lehmann, 2011
- H. hintzi (Grünberg, 1911)
- H. hollowayi Lehmann, 2011
- H. hulstaerti Lehmann, 2011
- H. isakaensis Lehmann, 2011
- H. isiroensis Lehmann, 2011
- H. janzi Lehmann, 2011
- H. josephi Lehmann, 2011
- H. legraini Lehmann, 2011
- H. lindacammae Lehmann, 2011
- H. lusamboensis Lehmann, 2011
- H. odzalaensis Lehmann, 2011
- H. otfriedi Lehmann, 2011
- H. rabiusi Lehmann, 2011
- H. rohdei Lehmann, 2011
- H. rudolphi Lehmann, 2011
- H. shimonii Lehmann, 2011
- H. taiensis Lehmann, 2011
- H. tempeli Lehmann, 2011
- H. togoensis Lehmann, 2011
- H. ueleensis Lehmann, 2011